# 第二次北倉戰鬥
北倉戰鬥發生於1925年12月22日，地點則是在中國河北東部一帶。是北洋政府時期內戰之一，交戰兩方為國民軍及奉軍。戰鬥初期，國民軍仍未取得勝利，後馮玉祥擒拿李鳴鍾後，於22日攻佔天津。